# Växjö DFF
O Växjö Damfotbollsförening, vulgarmente conhecido como Växjö DFF ou simplesmente Växjö ( PRONÚNCIA), é um clube de futebol feminino, sediado na cidade de Växjö, na província histórica da Småland, no sul da Suécia.

Disputa os seus jogos em casa no estádio  Visma Arena, com capacidade para 12 000 pessoas.

Foi fundado em 2014.

Atualmente (2023) disputa o Campeonato Sueco de Futebol Feminino (Damallsvenskan), a primeira divisão de futebol feminino da Suécia.                                

## Jogadoras destacadas
- Anna Anvegård
- Erin McLeod